# すさみ串本道路
すさみ串本道路（すさみくしもとどうろ）は、和歌山県東牟婁郡串本町サンゴ台から西牟婁郡すさみ町江住に至る予定の自動車専用道路である。近畿自動車道紀勢線に並行する国道42号の自動車専用道路として整備されている。
高速道路ナンバリングによる路線番号は、近畿自動車道紀勢線（勢和多気 - 和歌山）を形成するため「E42」が割り振られる。

## 概要
すさみ串本道路と並行する幹線道路は国道42号のみであり、南海トラフ巨大地震発生時は約6割の区間が浸水することが想定されている。また、同区間は台風による越波や大雨による法面崩落によって通行規制が多発している。これ以外にも線形が悪い箇所も存在し、災害時や緊急時の輸送・搬送に長時間をかけることになる。このため、国道42号の代替路を確保する必要性が浮上し、2014年（平成26年）度に事業化されることになった。2025年（令和7年）春に全線開通予定としていたが、硬質岩への対応のため開通時期が精査され、2027年（令和9年）夏に開通予定である。
当初は、紀勢自動車道に接続するすさみ南ICは、和歌山・田辺方面のみ利用できるハーフインターチェンジとなるため、串本方面から利用するには和深ICか紀勢自動車道のすさみICを利用することになっていたが、2022年初頭に串本方面の入口が整備されることになったため、すさみ南ICから串本方面への利用が可能となった。

### 路線データ
- 起点 - 和歌山県西牟婁郡すさみ町江住[8]
- 終点 - 和歌山県東牟婁郡串本町サンゴ台[8]
- 路線延長 - 19.2 km[8]
- 構造規格 - 第1種第3級[8]
- 設計速度 - 80 km/h[8]
- 車線数 - 完成2車線[8]

## 道路の位置関係
近畿自動車道紀勢線
（大阪・和歌山方面） - E26 / E42 阪和自動車道 - E42 ※湯浅御坊道路 - E42 阪和自動車道 - E42 紀勢自動車道 - E42 ※すさみ串本道路 - E42 ※串本太地道路 - E42 ※那智勝浦新宮道路 - E42 ※新宮道路 - E42 ※新宮紀宝道路 - E42 ※紀宝熊野道路 - E42 ※熊野道路 - E42 ※熊野尾鷲道路 - E42 紀勢自動車道 - （津・名古屋方面）
※は高速自動車国道に並行する一般国道自動車専用道路を示す。

## 歴史
- 2014年度（平成26年度） : 事業化。

### 開通予定年度
- 2027年（令和9年）夏 : すさみ南IC - 串本IC[6][5][3][4]
- 未定 : すさみ南IC 新宮方面入口[7]

## インターチェンジなど
- 全区間和歌山県内に所在。
- IC番号欄の背景色が■である区間は既開通区間に存在する。施設欄の背景色が■である部分は未開通区間または未供用施設を示す。なお、未開通区間の名称は仮称である。

| IC番号                                       | 施設名     | 接続路線名             | 起点から (km) | 備考                                                                                                 | 所在地            |
| -------------------------------------------- | ---------- | ---------------------- | ------------- | --- | ----------------- |
| E42 紀勢自動車道 和歌山・大阪方面            |            |                        |               | |                   |
| 39                                           | すさみ南IC | 県道36号上富田すさみ線 |               | 和歌山・田辺方面出入口 新宮方面入口                                                                  | 西牟婁郡 すさみ町 |
| -                                            | 和深IC     | 国道42号（現道）       | 7.1           | 2027年夏開通予定 新宮方面出入口                                                                      | 東牟婁郡 串本町   |
| -                                            | 串本IC     | 国道42号（現道）       | 19.2          | 2027年夏開通予定 和歌山・田辺方面出入口 串本太地道路開通後は古座・新宮方面の出入口が開設される予定。 | 東牟婁郡 串本町   |
| E42 串本太地道路（事業中）那智勝浦・尾鷲方面 |            |                        |               | |                   |